# Batuana abbahoyegarana
Batuana abbahoyegarana är en fjärilsart som beskrevs av Pierre Claude Rougeot 1983. Batuana abbahoyegarana ingår i släktet Batuana och familjen nattflyn. Inga underarter finns listade i Catalogue of Life.